# Хуцишвили, Георгий
Георгий Шотаевич Хуцишвили (15 ноября 1948, Тбилиси — 4 октября 2013, Тбилиси) — доктор философских наук, профессор, выдающийся грузинский конфликтолог, один из основателей конфликтологии в Грузии и Кавказском регионе, ученый-исследователь в области мира, общественный деятель. В 1994 году основал независимую организацию «Международный центр по конфликтам и переговорам» (ICCN), в 1995—2013 годах издавал журналы: «Время Мира», «Конфликты и переговоры», «Альтернатива конфликта» и др.
В течение многих лет он был приглашен и работал профессором в разных университетах Грузии и других стран.
Георгий Хуцишвили внес весомый вклад в исследовании сути теоретического мышления и проблемы бесконечности на основании философского и математического взаимоотношении (1970-80-е годы).
Начиная с 1990-х годов и до конца своих дней, он служил делу внедрения и развития области конфликтологии и мира.

## Детство
Георгий Шотаевич Хуцишвили родился 15 ноября 1948 года в Тбилиси в семье Шота и Софии (Самико) Хуцишвили. Георгий с детства увлекался рисованием и изучением иностранных языков. Интерес к иностранным языкам заложил прочную основу знанию английского и русского языков на профессиональном уровне, и оказался достаточным для коммуникации на итальянском, польском и немецком языках. Он считал себя трилингвом, так как в совершенстве владел английским и русским языками. Его любовь к художественному творчеству была настолько сильна, что родители познакомили 9-летнего Георгия (в 1957 г.) с большим грузинским художником Ладо Гудиашвили, который с восторгом отметил талант и трудолюбие мальчика. Художник подарил маленькому живописцу альбом для рисования с дарственной надписью и пожелал ему больших успехов. В последующие годы, несмотря на настойчивые просьбы родителей, Георгий не избрал профессией рисование, хотя до конца жизни сохранил любовь к рисованию и творчеству вообще. В семейном архиве хранятся сотни графических и живописных рисунков, эскизов и зарисовок.

## Образование и ученые степени

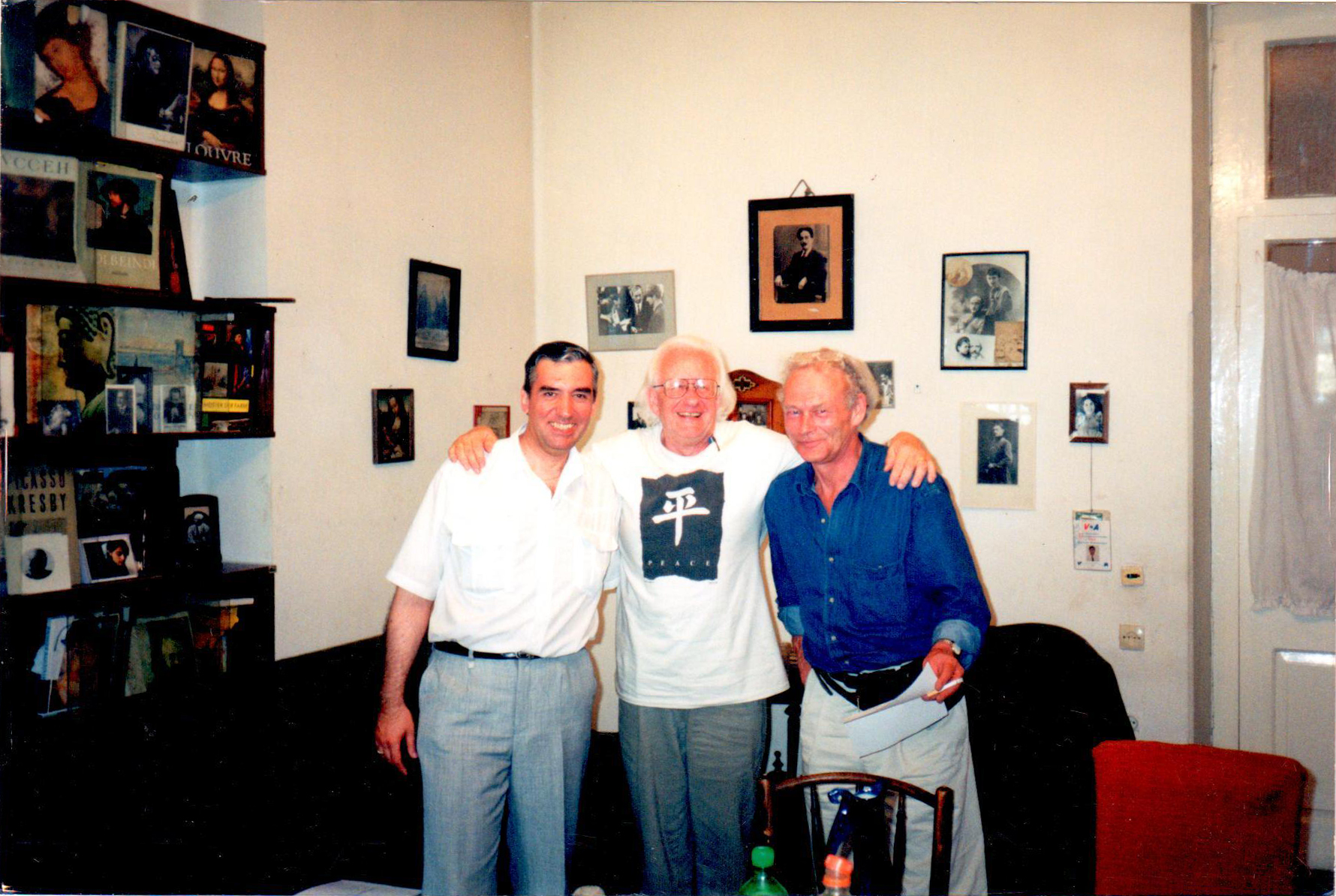
2004 г., Георгий Хуцишвили (слево) и Йохан Галтунг (в центре)

- В 1966 году Георгий закончил общеобразовательную математическую школу № 42 им. И. Векуа, и в том же году поступил в Тбилисский гос. университет им. Ив. Джавахишвили на механика-математический факультет, который успешно закончил в 1971 г. Уже в 1976 году Георгий защитил диссертацию в Тбилисском государственном университете им. Ив. Джавахишвили на тему: «Проблема бесконечности и её абстрагирования в науке», а в 1977 году ему присвоили ученую степень кандидата философских наук (эквивалент доктора философии).
- В 1982 году Высшая Аттестационная комиссия (г. Москва) присвоила ему степень профессора философских наук. В 1987 году Георгий успешно закончил усиленный курс «Синхронного перевода английского языка» и получил диплом Тбилисского института иностранных языков.
- В 1991 году, основываясь на избранном русскоязычном труде: «Генезис структуры теоретического мышления» (Тбилиси, «Мецниереба», АНГССР, Институт философии, 1989 г.) Георгия Хуцишвили приглашают в г. Киев (28.07.91 г.), где на специализированном совете Института философии АН Украины он защитил диссертацию, за которую АН Украины присудила ему звание доктора философских наук. Высшая аттестационная комиссия г. Москвы утвердила звание; (Доктор философских наук, Диплом ДТ № 011423, выдан в г. Москве Высшей аттестационной комиссией 13 декабря 1991 г., протокол 46д/8).
- В 1995 году в США за успешное участие в тренинге Гарвардской школы права по ведению переговоров ему был вручен сертификат. Тренинг был проведен по программе инструкции для юристов.

## Профессиональная деятельность
В 1971—72 годах он работал инженером-математиком в Институте систем управления Академии наук Грузии, а с 1972—1979 годы исследователем, затем ведущим исследователем в Институте философии Академии наук Грузии.
В Тбилисском государственном университете им. И. Джавахишвили, в 1979 году Георгий Хуцишвили был избран сначала зам. председателя, затем сопредседателем методологического Совета Академии наук Грузии и руководил им в качестве председателя до 1988 года. Это был период «перестройки» Михаила Горбачева. В то время научно-методологический Совет регулярно проводил публичные научные лекции о необходимости демократических реформ. Георгия часто приглашали для проведения таких лекций. А в октябре 1988 года Олаф Крессе, от лица Лиги культуры ГДР (Eastern-German Organisation Culturbund) пригласил Георгия Хуцишвили для прочтения вышеуказанных лекций в несколько ведущих университетов ГДР (Университет Александра Умбольта, Восточный Берлин; Университет Карла Маркса, Лейпциг; Университеты Дрездена и Галле).
В 80-е годы Георгий Хуцишвили начинает изучать методы лозоходства, биолокации и биоэнергетики с научной точки зрения. Его интерес был вызван встречей с представителями общества доузеров (биолокации) на конференции в 1989 году в США. Позже, в начале 90-х годов, он становится членом Американского общества доузеров. В это же время Георгий заинтересовался исследованиями ноэтической науки, вследствие чего в 1989 году Ноэтический научный институт пригласил Г. Х. для проведения исследований в течение одного года (1990—1991) и присвоил ему статус члена.
С 1988—1990 годы Георгий работал руководителем департамента социальных наук Министерства просвещения Грузии. С 1992 года научный совет Тбилисского педагогического института иностранных языков избирает Георгия Хуцишвили профессором. В этом же институте он работал доцентом кафедры философии с 1981 года.
В 1992 году был основан «Государственный комитет по правам человека и национальных меньшинств», в котором профессору Г. Х. открыли «Центр исследования и анализа конфликтов». Центр функционировал на протяжении одного года.
8 января 1993 года Г. Х. победил в конкурсе американского международного совета по исследованию и обмену (IREX), в результате чего его пригласили в Стэнфордский университет (США) в Центр международной безопасности и контроля над вооружением, на должность ученого-исследователя.
Во время его работы в США большой филантроп и меценат, сооснователь Хиулет-Паккарда (Hewlett-Packard) Дайвид Пакард — персонально профинансировал Георгия. А американская пресса сообщала о нём, как о «приехавшему из Грузии уникальном мировоззрении, посетившего Стэнфорд». Позднее, в этом же центре ему предложили должность консультанта по этническим конфликтам в пост-советском пространстве, где он в течение года (1994—1995 учебный год) работал по контракту (№PR 8575).
Весной 1993 года Хуцишвили победил в программе НАТО и получил грант для проведения исследований по теме: «Кавказский узел в свете растущей глобальной безопасности».
В 1994 году Г. Х. стал ассоциированным профессором исследований конфликтов и миротворчества департамента международного права и международных отношений Тбилисского государственного университета им. И. Джавахишвили (ТГУ), где продолжилась его деятельность до 2006 года.
С 1995—1997 годы он работал профессором социологии американского университета Гавай (Тбилисский филиал). В 1995 году Хуцишвили, как одного из учредителей Академии философских наук Грузии, избрали вице-президентом. Указанную должность он занимал по 1997 год включительно.
В 1998 году Г. Х. пригласили в гуманитарно-технический департамент Технического университета Грузии профессором исследования конфликтов. Там он читал лекции по 2001 год включительно. В 2001—2010 годы Г. Хуцишвили был приглашен в разные министерства в качестве эксперта и члена государственных комиссий: по транс-кавказской нефтевой магистрали, свободы печати и медия, концепции национальной безопасности, сотрудничества с гражданским обществом, урегулирования конфликтов, демократичным выборам и по другим темам. В 2006—2011 годы он был профессором Грузинского университета.
На протяжении многих лет Г. Х. был приглашен в Тбилисский государственный университет им. Ив. Джавахишвили членом научного совета, который присваивал степень социальных наук на академическую должность.
В 2008—2009 годах в международной программе Еврокомиссии в многоканальном диалоге грузино-абхазского конфликта с грузинской стороны Г. Х. был старшим следователем. В 2001—2002, 2009, 2011—2012 годы АгентствоСША по международному развитию (USAID) пригласило Г. Х. членом группы Миссии оценки конфликтов в Грузии.

## Конфликтология в Грузии

### Основание Международного центра по конфликтам и переговорам
Во второй половине 1990-х годов Георгий заинтересовался конфликтологией. Тогда такой области науки в Грузии не существовало, хотя на Западе она была развита достаточно основательно. В ту пору Георгий начал работать в Тбилисской бизнес школе и, впервые, именно там он внес курс конфликтологии.
Во время работы в США (1993-04) коллеги дали ему рекомендацию и он, для получения гранта, обратился в известный «фонд Джона и Кетрин Макартуров» (The John D. And Catherine T. MacArthur Foundation), от которого получил первый грант для основания независимого центра по конфликтам и переговорам. По условиям гранта, его партнером в этом начинании был Стэнфордский университет.
Сразу, после возвращения из Америки, в 1994 г. Г. Х. основал в Грузии первую независимую профильную организацию, которая начала научное изучение конфликтов и их мирного урегулирования в просветительном направлении. 8-го августа 1994 года по инициативе Георгия Хуцишвили и при участии 63-х членов учредителей состоялось собрание и был основан «Международный центр конфликтологии и стратегии переговоров». По общему решению собрания Георгию Хуцишвили был присужден статус основателя центра. По указанному выше названию некоммерческая общественная организация с международным статусом зарегистрирована была регистрационной коллегией Министерства юстиции Республики Грузия постановлением от 3 октября 1994 года № 20/3.
Из-за соответствующих изменений в законодательстве Грузии центр конфликтологии прошел несколько новых перерегистраций. С 30-го декабря 1998 года название центра изменилось и было зарегистрировано как: «Международный центр по конфликтам и переговорам», (International Center on Conflict and Negotiation (ICCN), www.iccn.ge. Центром конфликтологии (как его называют и по сей день), до конца жизни руководил профессор Г. Хуцишвили.
Сегодня центр продолжает успешную работу и является сильной, профильной неправительственной организацией Грузии и Кавказского региона.

### Миротворчество

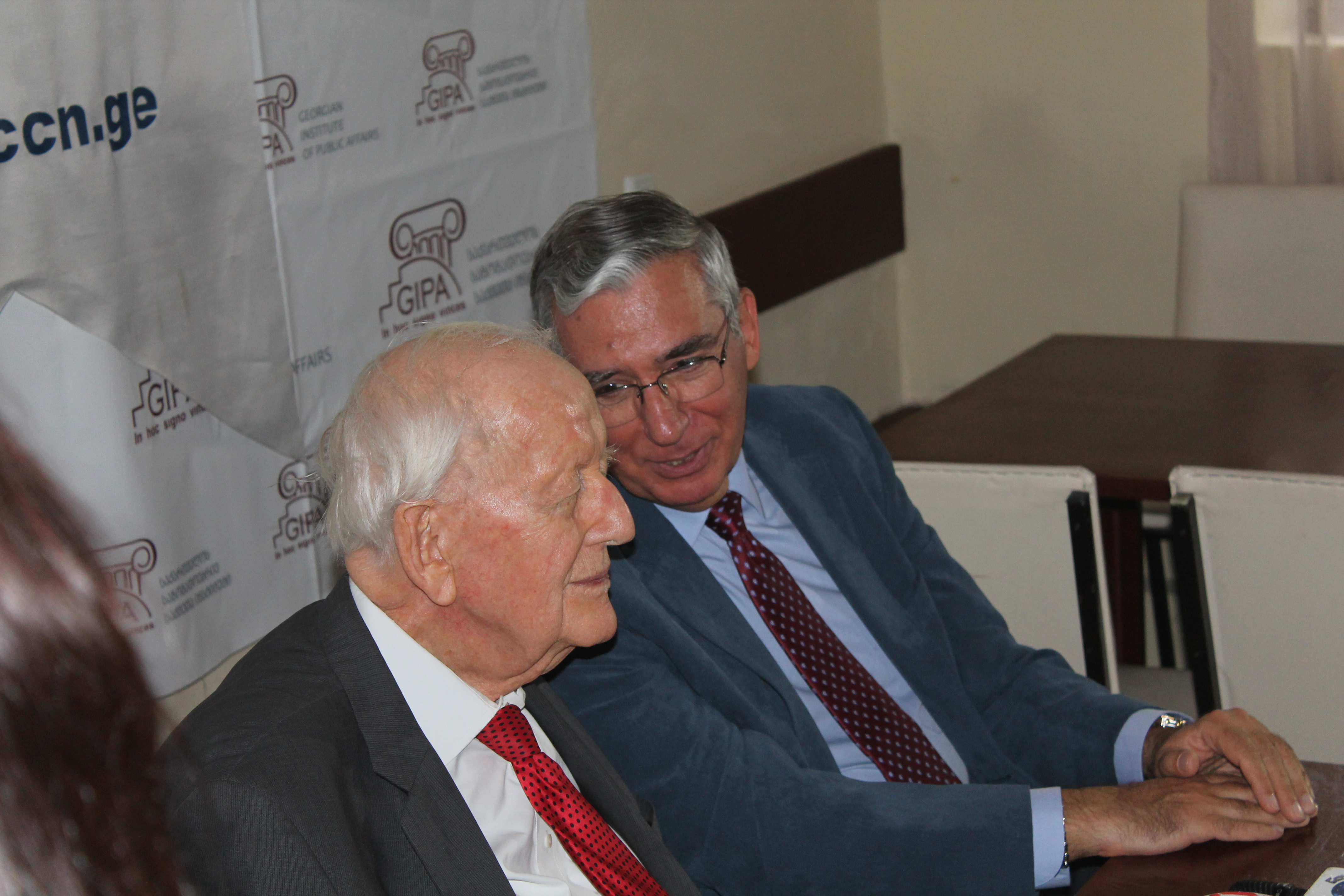
2013 г., Посол Джон Макдональд и Георгий Хуцишвили, Тбилиси, Грузия

С 1995 года Г. Хуцишвили издавал и редактировал трёхъязычные периодические журналы и бюллетени, чем в области конфликтов и миротворчества распространял соответствующий экспертный и образовательный материал среди населения, получивших ущерб от конфликта и этим внес большой вклад в укреплении общества; («Конфликты и переговоры» (1995—2001 гг), «Альтернатива» (1996—1998 гг.), «Монада» (1997—1998 гг.), «Альтернатива конфликта» (1998—2003 гг.), «Время Мира» (2001—2013 гг.)).
Начиная с 1995 года по инициативе Г. Х. был заложен фундамент грузино-абхазским и грузино-осетинским диалогам в формате народной дипломатии. После конфликта в обществе, разобщенном конфликтами, существовали некоторые контакты хотя, с точки зрения начала диалога, Международный центр конфликтов и переговоров во главе с профессором- был пионером. Он обратился к абхазам с предложением насчет начала процесса первого диалога в Москве, на конференции (1995 г.), где встретился с Мананой Гургулия и Романом Дбар. Хуцишвили заинтересовал этой идеей так же Кумара Рупесинкхе, который в то время был представителем «Международной тревоги» (International Alert (IA, London) и впоследствии, проект первого грузино-абхазского диалога был осуществлен при его поддержке. Проект длился многие годы. Первый грузино-абхазский диалог состоялся в июле 1996 года.
Процесс грузино-осетинских переговоров начался в 1995 году. Известный ученый Роджер Фишер связался с профессором Г. Х. и предложил сотрудничество в грузино-абхазском и грузино-осетинском форматах (Conflict Management Group (CMG) USA). Так начался процесс грузино-осетинского диалога при поддержке и финансировании со стороны Норвежского Совета по беженцам (NRC). Эта организация с самого начала поддерживала образовательные программы центра Хуцишвили для Вынужденно Перемещенных Лиц (ВПЛ). Первая грузино-осетинская встреча состоялась в январе 1996 года в г. Осло, именно по просьбе Норвежского Совета по беженцам.
В 1996 году Г. Х. с НАТО провел совместный семинар: «Разработка концепции региональной безопасности для Кавказского региона». Этот семинар был высоким статусом для организации и привлек внимание Запада вопросом: «Нам нужна не разработка концепции национальной безопасности, а разработка концепции региональной безопасности.» Тема семинара основывалась на вышеуказанной идее Хуцишвили, которую он предложил НАТО. В то время НАТО практически формировала во всех пост-советских странах концепцию национальной безопасности и этим помогала странам. Идею Хуцишвили рассмотрел и подытожил семинар. Итоги были опубликованы на грузинском и английском языках в соответствующих книгах: «Разработка концепции региональной безопасности для Кавказа», материалы международной конференции, 4-6 октября, 1996 г., Тбилиси, Грузия. Редактор Георгий Хуцишвили, 1997 г. Впоследствии, с подачи НАТО, этот подход был применён в разных странах.

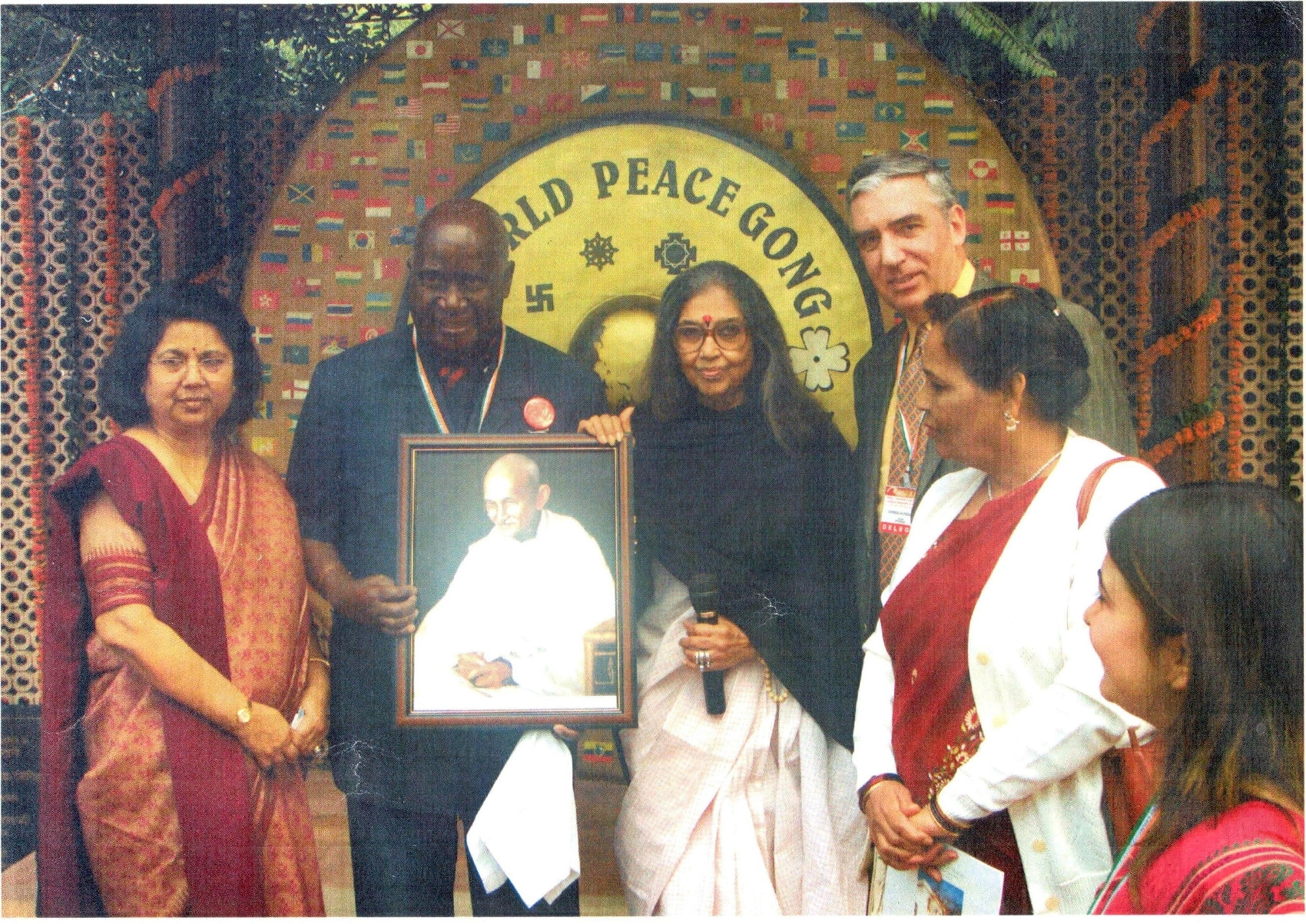
Нью Дели, Глобальная конференция им. Махатмы Ганди. Георгий Хуцишвили справо, Соня Ганди в центре

В 2003 году он, при участии известных личностей, созвал специальное заседание и основал «Общественное движение против религиозного экстремизма» в противовес(в тот период) усилению насильственных действии религиозного экстремизма. На протяжении лет он поддерживал идею внедрения в общество верховенства закона, ненасилия и толерантности.
С 2003—2013 годы Г. Х. был членом «Глобальное партнерство по предотвращению вооруженных конфликтов» (www.GPPAC.net). В формате сети он принимал участие в работе групп изучающих разные конфликты в мире. Он так же был членом специальных миссий изучающих международные конфликты, их предотвращение и урегулирование. Основанная им организация продолжает членство сети GPPAC и является представителем на Южном Кавказе.
В 2006 году при активной поддержке Георгия Х. гражданское общество объединилось против структурного насилия и по приглашению регулярного конгресса неправительственных организаций начало разработку единой платформы. Первый Конгресс неправительственных организаций состоялся в Грузии 2006 году. А второй и третий, соответственно, в 2007 и 2008 годах с расширенным участием неправительственных организаций Грузии.
В 2008 году, вскоре после Российско-Грузинской войны, по инициативе профессора Г. Хуцишвили начался послевоенный грузино-русский цикл переговоров и встреч, получивших название Стамбульского процесса, так как первая встреча после войны произошла в Стамбуле, в ноябре 2008 года. С момента первой встречи был заложен фундамент экспертному диалогу, в формате которого и до сегодняшнего дня продолжаются встречи. Эксперты, путём диалога, совместно исследуют фундаментальные причины существующего конфликта и пути их разрешения. В результате грузино-русских диалогов о путях выхода из кризиса был опубликован материал в виде книги.
Г.Хуцишвили был одним из инициаторов и основателем «Общественной конституционной комиссии» (Public Constitutional Commission (PCC) www.konstitucia.ge) которая была создана в стране в ответ на существующий политический кризис и объединила известных конституционалистов и общественных деятелей Грузии (2009—2011 гг.). Общественная конституционная комиссия разработала совершенно обновленную, более близкую и приемлемую редакцию конституции для Грузии, свободную также от всех политических и партийных интересов. Новая редакция конституции была издана 9 апреля 2010 г., как книга, на грузинском и английском языках комиссией, состоящей из 17 авторов (членов этой комиссии). («Новая редакция конституции Грузии, расширенная концепция», Тбилиси, 9 апреля 2010 г. ISBN 978-9941-0-2364-4).

## Семья
Отец — Шота Николаевич Хуцишвили (1924—2012 гг.) был известным грузинским авиаизобретателем и инженером. Дед Георгия — Николай Хуцишвили был учеником, машинистом и авиатором первого грузинского летчика Виссариона Кебурия, а затем самостоятельным летчиком. Шота запатентовал в области авиации и энергоресурсов около 200 изобретений. Мать Георгия — София Хуцишвили (1924—2012) в девичестве Таралашвили, работала в государственной капелле Грузии (вокал меццо-сопрано). После рождения единственного сына, Георгия, она оставила работу и всю жизнь посвятила воспитанию сына.
Георгий женился на Нине Цихистави 8 апреля 1995 г. 27 мая 1996 года у них родилась дочь Виктория-София Хуцишвили.

## Кончина

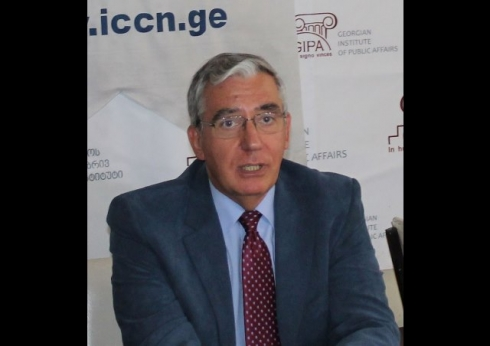
Георгий Хуцишвили

4 октября 2013 года, в 10:00 часов утра, профессор Георгий Хуцишвили пришел в 4 корпус Тбилисского государственного университета им. Ив. Джавахишвили на заседание комиссии по утверждению академических должностей. Через несколько минут после начала заседания Георгию Хуцишвили неожиданно стало плохо и он скончался в возрасте 64 лет. Информация о кончине профессора мгновенно распространилась с помощью всех средств массовой информации. Его скорбящая семья и организация получали соболезнования на протяжении месяцев со всех конфликтных зон Грузии и Кавказа, а также из многих стран мира.

## Про Георгия Хуцишвили
- 1996—1997- Кто есть кто в Грузии, первое издание, Диоген, 1997 г.;
- 1996 — 9 ноября 1996 года президент Грузии Эдуард Шеварднадзе представил профессора Г. Х. первым кандидатом на пост, созданного накануне — народного защитника. Этому предшествовало длительное лоббирование со стороны дипломатического корпуса кандидатуры Г. Х. с рекомендациями президенту Грузии, чтобы он поддержал подходящую кандидатуру для новой должности. Во время предыдущей встречи кандидата с фракцией «Союза граждан» — тогдашнего парламентского большинства, профессор не согласился, в случае его избрания народным защитником, выполнять партийные задания и заявил, что институт народного защитника будет независимым. Это заявление оказалось решающим и Г. Х. не смог собрать достаточное количество голосов.
- 1997 — Указатель справочник международных почетных лидеров, Биографический институт США;
- 1998 — Кто есть кто — международный указатель справочник. Международный биографический центр, Кэмбридж, Великобритания;
- 1998—1999 — Кто есть кто в Грузии, второе издание, грузинский биографический справочник, грузинский биографический центр, 1999 г.
- 2001—2002 — Кто есть кто в Грузии, третье издание, грузинский биографический справочник; издательство Бакура Сулакаури, грузинский биографический центр, 2002 г.
- 2007 — Гражданский сектор Грузии представил кандидатуру Г. Хуцишвили в члены Опекунского Совета общественного телевидения. Его кандидатуру также рекомендовал народный защитник Грузии Созар Субари. Парламент не избрал Г. Хуцишвили членом Опекунского Совета.
- 2008 — Дневники радио свободы; Радио Свобода, 2009 г.

## Почетные звания, награды, премии, призы
- 2009 г., Миротворческая журналистика; грузинские, армянские, азербайджанские журналисты на региональном тренинге.

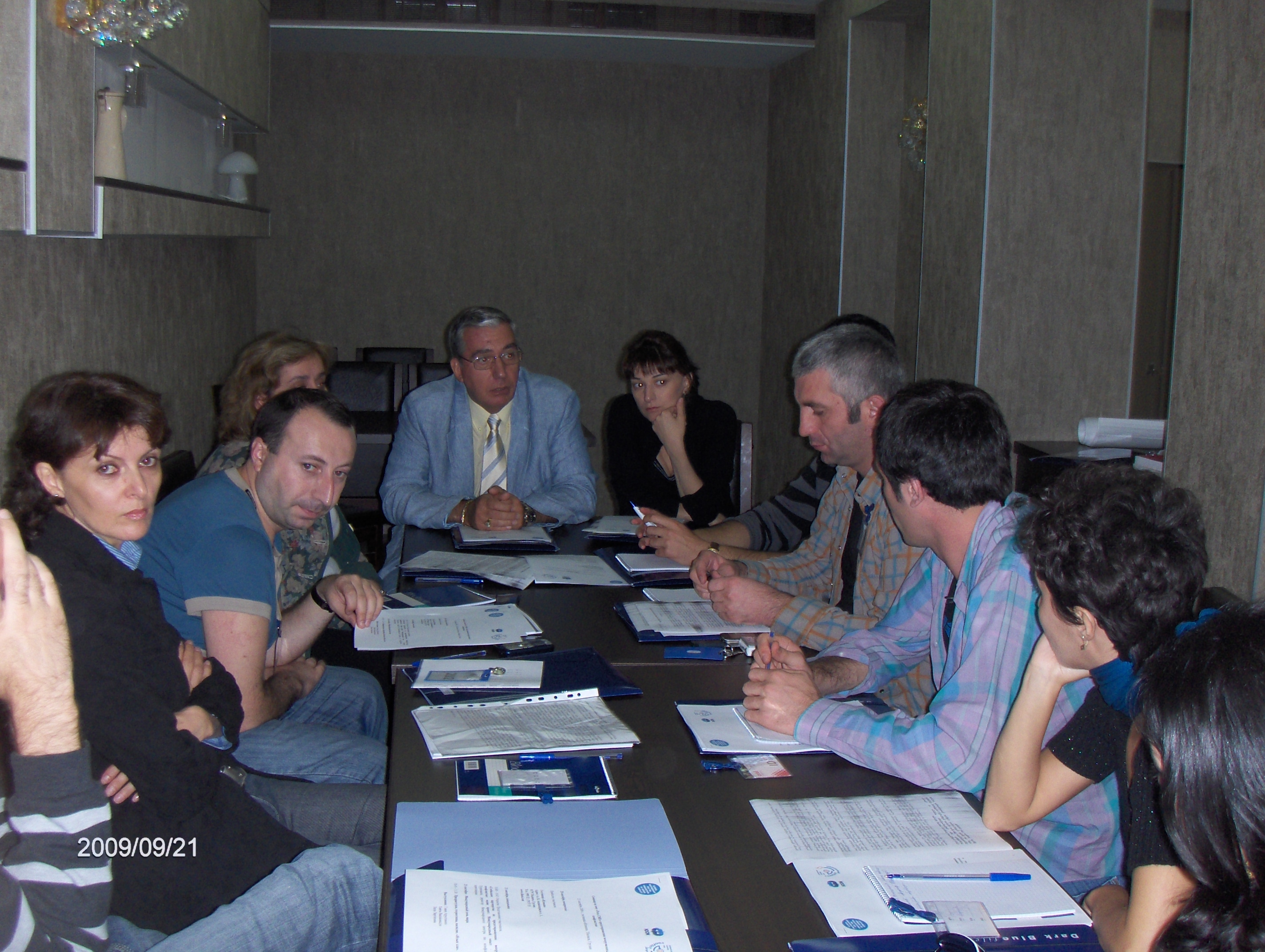
2009 г., Миротворческая журналистика; грузинские, армянские, азербайджанские журналисты на региональном тренинге.

- 1990 г. присвоили звание почетного гражданина Атланты (Штат Джорджия, США);
- 1993 г. победитель программы американского международного совета по исследованию и обмену (IREX);
- 1993 г. победитель в программе НАТО, первый стипендиат из Грузии;
- 1994 г. продолжил работу в течение 1 года в Стэнфордском университете (США) на основании персональной финансовой поддержки большого мецената Дайвида Пакарда;
- 1995 г. международный исследовательский центр им. Дж. Кеннеди и центр Культурограммы (Штат Айовы, США) передал благодарственную грамоту за разработку культурограммы Грузии;
- 2006 г. присвоили звание почетного гражданина Лос-Анджелеса (Штат Калифорния, США);
- 2008 г. передали благодарственную грамоту от «Дороги будущего» за оказанную помощь семьям, оказавшихся ниже уровня бедности;
- 2008 г. за внесенный вклад в дело улучшения межэтнических отношений от организации «Многонациональная Грузия» в знак признания и благодарности был передан рисунок ребёнка, победившего в конкурсе организации;
- 2009 г. передали грамоту толерантности Г. Хуцишвили и его организации от центра толерантности при Народном Защитнике Грузии;
- 2010 г. присвоили звание посла Мира Г. Х. от Федерации за всеобщий Мир;
- 2013 г. 15 ноября — Георгию Хуцишвили посмертно была передана награда и присуждено звание «Толерант 2013 года» от центра толерантности при Народном Защитнике Грузии.

## Образовательная деятельность
- 1974—1986 гг. Классическая философия, Тбилисский государственный университет им. И. Джавахишвили;
- 1983—1986 гг. Символическая логика, Тбилисский институт иностранных языков;
- 1980—1993 гг. Классическая философия на английском и русском языках, Тбилисский институт иностранных языков;
- 1987—1991 гг. Основы разрешения конфликтов, Тбилисская бизнес школа (в данное время — Свободный университет);
- 1988—1991 гг. Бизнес английский, Тбилисская бизнес школа / ESM (в данное время — Свободный университет);
- 1994—1996 гг. Основы современной науки, на английском языке, синхронные курсы, Тбилисский институт иностранных языков;
- 1996—1997 гг. Введение в социологию, на английском языке, Тбилисский филиал Американского университета Гавай;
- 1999—2001 гг. Миростроительство и менеджмент конфликтов, Грузинский технический университет;
- 1994—2006 гг. Теория конфликта (для бакалавров и магистрантов), Тбилисский государственный университет им. И. Джавахишвили;
- 2006—2011 гг. Международный анализ конфликта (программы для магистрантов), Грузинский университет.

## Непосредственное участие в конфликтных зонах, медиация

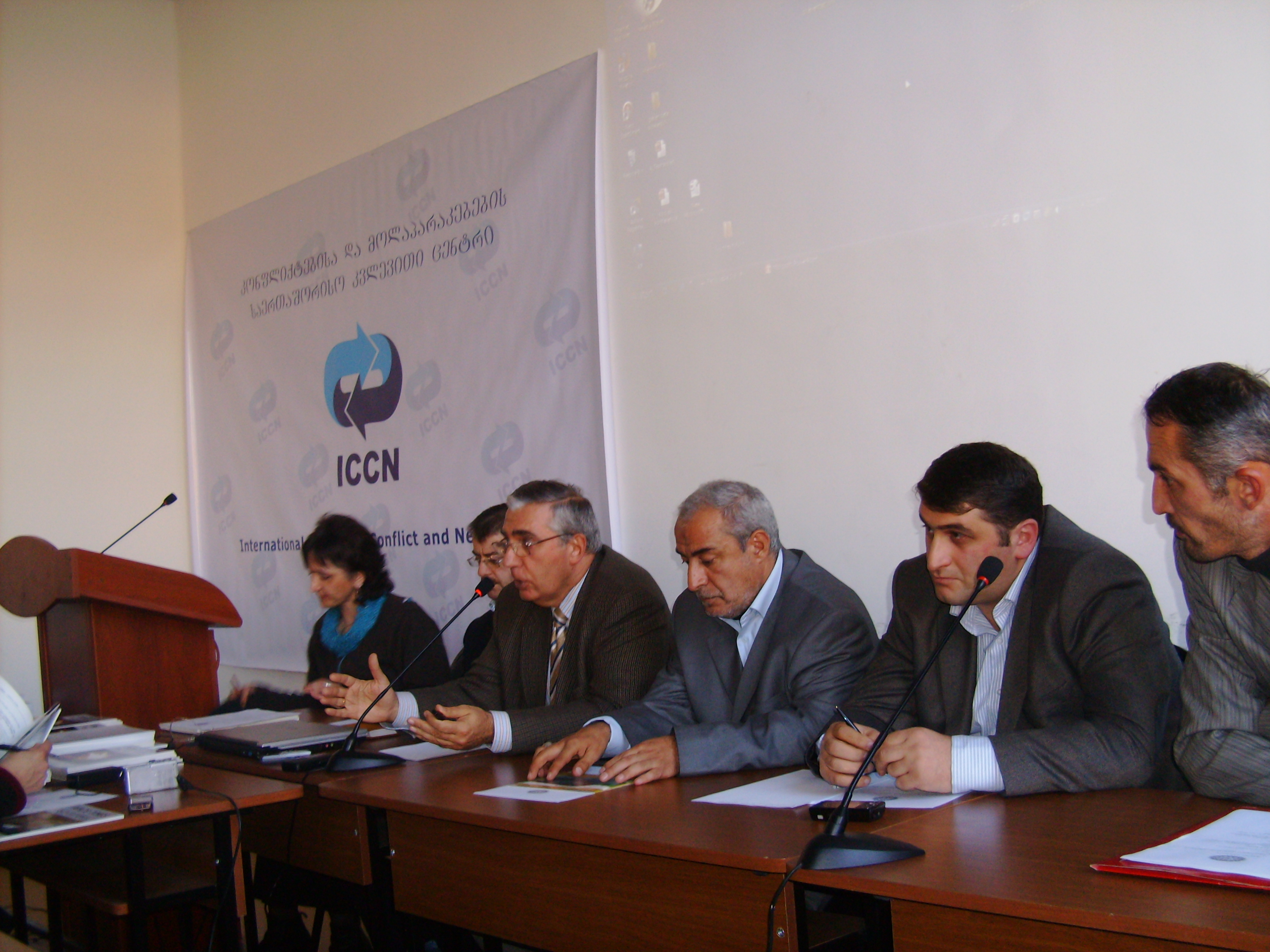
2009 г., семинар по религиозной толерантности, ТГУ. Ведущие: Георгий Хуцишвили и шейх Вагиф Акберов (в центре).

Абхазия, Цхинвальский регион — Южная Осетия; Кипр (Северная и Южная части); Косово и Сербия; Минданао (Филиппины); Баски (Испания); Молдова и Приднестровье; Шри-Ланка; Босния и Герцеговина; Северная Ирландия; Регионы Северного Кавказа; Иерусалим (Израиль, Западное побережье); Ливан (Ближний Восток) и другое.

## Публикации
Автор, соавтор и редактор — составитель 20 монографии; автор или соавтор около 200 научных статей на грузинском, русском и английском языках; автор одного опубликованного рассказа и многих публицистических писем (см. приложение).

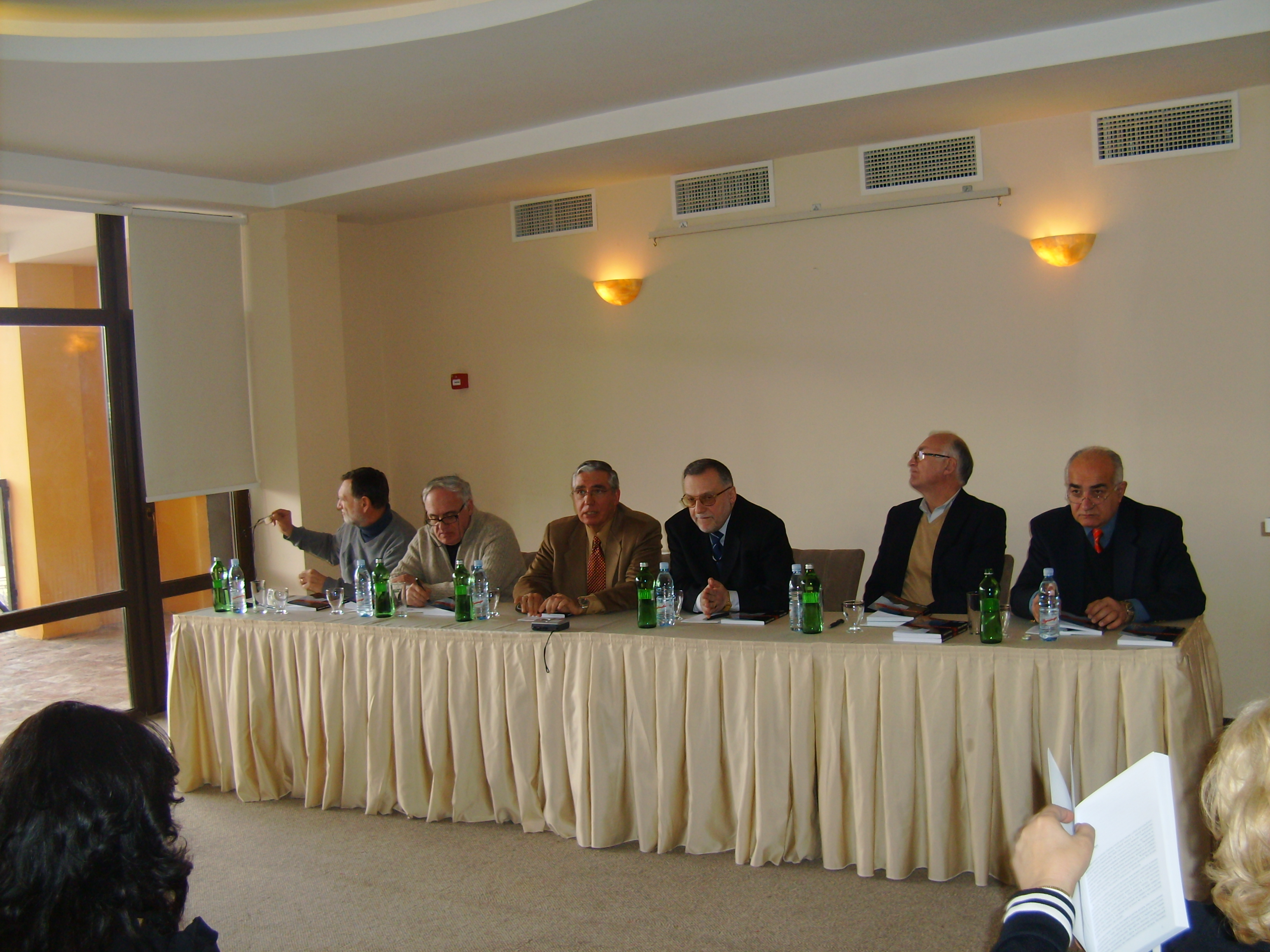
2008 г., пресс-конференция экспертов по итогам грузино-российской встречи в формате «Стамбульского процесса». Слева направо: Ивлиан Хаиндрава, Рамаз Сакварелидзе, Георгий Хуцишвили, Владимир Папава, Зураб Абашидзе, Александр Кухианидзе.

### Книги

#### Посмертные издания
- 2018 - Георгий Хуцишвили - Как разрешить конфликты. Книга III. Международный Центр по конфликтам и переговорам (ICCN), Тбилиси, 2018. ISBN 978-9941-9483-0-5
- 2018 - George Khutsishvili, HOW TO RESOLVE CONFLICTS, BOOK IV, International Center on Conflict and Negotiation (ICCN), Tbilisi, 2018. ISBN 978-9941-9483-3-6  (in English);
- 2018 - Георгий Хуцишвили - Труды по философии. Книга V. Международный Центр по конфликтам и переговорам (ICCN), Тбилиси, 2018. ISBN 978-9941-9483-4-3

Author, co_author, editor, publisher
- 2013 — Research Paper «Russia-Georgia: reciprocal perception» (editor, head of research group), ICCN, Tbilisi , 2013. ISBN 978-99940-805-5-7; (in Russian and English languages);
- 2013 — A Life dedicated to an Idea (author, editor and publisher). Tbilisi , 2013. The book is dedicated to the life and works of a renowned Georgian inventor Shota Khutsishvili whose main invention still awaits its proper assessment and recognition. ISBN 978-9941-0-5443-3, (in Georgian, Russian and English languages);
- 2013 — The Diary of one seminarian, 1879—1882, Alexander Kipshidze (Proneli), (publisher), Tbilisi, 2013, ISBN 978-9941-0-5831-8; (in Georgian language);
- 2011 — Letters to the Family (1937—1957), (publisher), Tbilisi, 2011, ISBN 978-9941-0-2697-3, (in Georgian language);
- 2011 — Russia and Georgia: The Ways Out of the Crisis; Россия и Грузия: Пути выхода из кризиса (editor and co-author). Tbilisi: ICCN & GPPAC, ISBN 978-99940-805-0-2 (in English and Russian languages);
- 2010 — In co-authorship, Authots: O. Benidze, O. Gamkrelidze, Ek. Gasitashvili, N. Gvenetadze, G. Inauri, V. Loria, L. Mukhashavria, M. Turava, M. Ugrekhelidze, Z. Koridze, Z. Kutsnashvili, N. Tsikhistavi, V. Dzabiradze, V. Khmaladze, G. Khutsishvili, Z. Jinjolava, Z. Jibgashvili — Enlarged Concept of a New Version of Georgian Constitution, Tbilisi, 2010, Georgia. ISBN 97-9941-0-2364-4, (in Georgian and English languages);
- 2008 — Civil Society and the Rose Revolution in Georgia (editor and co-author), Tbilisi: Cordaid & ICCN, ISBN 978-99928-824-6-7, (in English & Georgian languages);
- 2008 — Minorities in Georgia: Situational Analysis Internally Displaced People, Muslim Meskhs, Religious Minorities, Ethnic Minorities (co-editor). EED & ICCN: Tbilisi ISBN 9789992882-4-1-2, (in Georgian and English languages);
- 2003 — Terrorism: What Should We Know About It? Терроризм: Что мы должны о нём знать? Tbilisi: ICCN & Friedrich Naumann Foundation ISBN 99928-937-9-6, (in Georgian and Russian languages);
- 2003 — In co-authorship with Feride Zurikashvili, Guguli Magradze, Nani Chanishvili, Revaz Jorbenadze. Conflict, Gender and Peacebuilding. Second Edition, UNIFEM: New York & Tbilisi, ISBN 99928-0-692-3, (in Georgian language);
- 2002 — The Abkhazia Problem Reflected by Public Opinion: Findings of the Sociological Surveys in Georgia (2001—2002). Tbilisi ICCN (editor), ISBN 99928-937-6-1, (in Georgian, Russian and English languages);
- 2002 — In co-authorship with Nani Chanishvili, Revaz Jorbenadze, Guguli Magradze, Feride Zurikashvili. Conflict, Gender and Peacebuilding. First Edition, UNIFEM: New York & Tbilisi, ISBN 99928-0-425-4, (in Georgian language);
- 2002 — Prospects of Conflict Resolution in the South Caucasus: Findings of Sociological Surveys (editor and co-author). Tbilisi: ICCN & Friedrich Ebert Stiftung, ISBN 99928-937-2-90 (in Russian and English language); ISBN 99928-937-2-90
- 2001 — George Khutsishvili, Rusudan Mshvidobadze, George Nizharadze. Integration and Conflict Resolution in the South Caucasus: Reality or Illusion? (Findings of Sociological Surveys). Tbilisi: ICCN, ISBN 99928-824-8-3 (in Russian language with English Summary);
- 2000—2001 — How to Resolve Conflicts (ICCN Peace Education Series I—IV, editor). Tbilisi: ICCN, (I — ISBN 99928-824-9-2; II — ISBN 99928-824-8-4; III — ISBN 99928-824-2-5; IV — ISBN 99928-824-4-1), (in Georgian language);
- 1999 — Restoring the Culture of Peace in the Caucasus : A Human Solidarity Document (editor), by Marina Pagava. Tbilisi: ICCN, ISBN 99928-58-13-3, (in Georgian and English language);
- 1998 — Understanding Conflict. Tbilisi: ICCN (editor & co-author); ISBN 99928-58-07-9, (in English language);
- 1997 — Developing a Regional Security Concept for the Caucasus. Materials of the NATO-ICCN Workshop (chair & co-author, ed). Tbilisi: ICCN, (in Georgian and English language);
- 1989 — Genesis of the Structure of Theoretical Thinking. Tbilisi: Academic Press, 1989, ISBN 5-520-00219-3, (in Russian language);
- 1981 — The Problem of the Infinite in the Light of Modern Science. Tbilisi: Academic Press, 1981, X/10503/M607(06)-81/192-81, (in Russian language).

### Публикации
- 2013 — The Abkhazia and South Ossetia Divides in the Light of Russia-Georgia Dialogue : A Delayed Triangulation instead of a Failed Tetragon. In J. Tsiskarishvili’s (ed.) Georgia’s Heartbeat: Developments since 2012 Parliamentary Elections. Tbilisi: FES & IEC;
- 2013 — The Reciprocal Impact of Unresolved Conflicts on the Process of Democracy Building — Georgia in the Regional Context. In The South Caucasus 2018: Facts, Trends, Future Scenarios. Tbilisi: KAS;
- 2012 — Will Election Year Work as a Reset Button for Georgian Democracy? Democracy and Freedom Watch, 27.01.2012 ;
- 2010 — [Карабахская] проблема: взгляд из Грузии. В сборнике: От Майендорфа до Астаны: принципиальные аспекты армяно-азербайджанского нагорно-карабахского конфликта. Москва: МГУ;
- 2010 — Contemporary Russia-Georgia Relations: the Orwellian Power Phenomenon in 21st Century (Современные российско-грузинские отношения: орвеллианский феномен власти в XXI веке). In Russia and Georgia: The Ways Out of the Crisis. Tbilisi: ICCN & GPPAC (in English & Russian);
- 2010 — The Potential of Public Diplomacy in the Post-War Environment: The Case of Georgian-Ossetian Conflict. Published on the official website of the Institute of Conflict Analysis and Resolution (ICAR), George Mason University (GMU).  (недоступная ссылка);
- 2010 — At Work in the Caucasus. In co-authorship with Susan Allen Nan and Lira Kozaeva. Published on the official website of the Institute of Conflict Analysis and Resolution (ICAR), George Mason University (GMU). http://icar.gmu.edu/icar-news/10607 (недоступная+ссылка);
- 2010 — Words are not Enough: Georgia Must Remember the «Action’ in its Plan. The Caucasus Security Insight. Published online in English and Russian by the International Institute for Strategic Studies (IISS) in London, U.K., #2. http://www.iiss.org/programmes/russia-and-eurasia/about/georgian-russian-dialogue/caucasus-security-insight/george-khutsishvili/?locale=en;
- 2010 — A Georgian Conundrum: Ten Versions on the August 2008 War. In: Conflict in Post-Soviet Europe. The South Caucasus: Are There Scenarios for Resolution? Berlin: Federal Foreign Office;
- 2010 — Georgia’s Security Dilemma in the Light of Post-August Realities. In Georgia, 2009: Post-War Challenges and Perspectives. Tbilisi: FES & Independent Experts’ Club;
- 2009 — Georgia’s Degenerative Transition. In Michael Emerson and Richard Youngs (eds), Democracy’s Plight in the European Neighbourhood, Brussels: CEPS & FRIDE;
- 2009 — Synthesis Paper: Georgian and Abkhaz Perspectives on Human Security and Development in Conflict-Affected Areas (A Policy Research Initiative), Madrid: CITpax & EC;
- 2009 — The Concept of Tolerance in Contemporary Georgian Thinking. In Nugzar Bardavelidze, ed. Research for Religious Studies. Vol. 1-2. Georgia: Religion and Modernity. Tbilisi: Sulhan Saba Institute (pp. 32-36) ;
- 2008 — The David and Goliath Syndrome in Georgia-Russia Relations. www.iccn.ge (Director’s Column);
- 2008 — Proportions of Disproportion in Crisis: Russia-Georgia Confrontation and its Regional Consequences. Abstracts of the 16th International Conference on Central Asia and the Caucasus Confrontation in the Caucasus: Roots, Dimensions and Implications. The Institute for Political and International Studies (IPIS), Tehran, October 28-29, 2008;
- 2007 — Unresolved Conflicts in Georgia: Deadlocks, Oxymorons and Strategies, Regional Security Issues, (edited by Gayane Novikova), Yerevan: SPECTRUM;
- 2006 — The Abkhazia and South Ossetia Cases: Spoilers in the Nearly Collapsed Peace Process, in Edward Newman and Oliver Richmond. eds. „Challenges to Peacebuilding: Managing Spoilers During Conflict Resolution“. Tokyo — New York — Paris: United Nations University Press;
- 2004 — Urban Population of Georgia on Religion-related Issues: Results of the Sociological Research. In co-authorship with George Nizharadze et al. In The Role of Orthodoxy in the States and Communities of Georgia and Russia (Materials of the Georgian-Russian Conference). Tbilisi: Heinrich Boell Foundation (In Russian);
- 2002 — Ethnic Conflict in Georgia, in co-authorship with Neil MacFarlane, in S.A. Giannakos, ed., „Ethnic Conflict: Religion, Identity and Politics“. Athens: Ohio University Press /Swallow Press;
- 2001 — Ethnic and Religious Conflict, Internal Displacement, and Human Rights, in „Local Government Reform Initiative: Baseline Assessment Georgia“, prepared by Ritu Nayyar-Stone et al. Washington, DC: The Urban Institute;
- 2000 — What Freezes and What Unfreezes Conflicts? https://web.archive.org/web/20030514052745/http://sef-bonn.org/events/2000/kaukasus/khutsishvili.html;
- 2000 — The Kosovo Conflict: The Balkans and the Southern Caucasus, in co-authorship with Albrecht Schnabel, in „Kosovo and the Challenge of Humanitarian Intervention: Selective Indignation, Collective Action, and International Citizenship“ (Albrecht Schnabel and Ramesh Takur, Eds.). Tokyo — New York — Paris: United Nations University Press, 2000 (The American Library Award 2002);
- 1999 — Georgia’s Security Problem and the Post-Soviet Prospect, written for the final book of the project „Integration and Disintegration in FSU: Implications for Regional and Global Security“ (Terry Hopmann, Stephen Shenfield, Dominique Arel, eds), Providence, RI: Brown University;
- 1999 — How can Citizen Diplomacy Succeed When Official Diplomacy Fails? In V.Keshelava, ed. Proceedings of the International Conference-Seminar on Ethnic Cleansing in Abkhazia, Tbilisi, July 6-7, 1999;
- 1999 — Actual Situation of Georgia in 1998, Georgica, published in Amsterdam, Holland, June, #4, 1999;
- 1998 — The Caucasus and Europe, The Analysis of Current Events (ACE), Publication of the Association for the Study of Nationalities. New York, May 1998;
- 1998 — Towards an Inclusive Interpretation of Conflict, in George Khutsishvili, ed, „Understanding Conflict“. Tbilisi: ICCN;
- 1998 — The Country Between Assaults. Perspective (Published by the Institute for the Study of the Conflict, Ideology and Policy at Boston University), March-April 1998;
- 1997 — The OSCE and Conflict in Georgia, in Neil MacFarlane and Oliver Thraenert, eds. „Balancing Hegemony: The OSCE in the CIS“. Kingston: Queen’s University Press;
- 1997 — Towards a More Secure Caucasus, with Brief Introduction to the Caucasus, in George Khutsishvili, ed. „Developing a Regional Security Concept for the Caucasus“, Final Report of NATO-ICCN Workshop. Tbilisi: ICCN ;
- 1997 — On the Outskirts of Empire. WarReport (Publication of the Institute for War and Peace Reporting). London, June-July 1997;
- 1996 — Consolidation or New Conflict? WarReport. London, June 1996;
- 1994 — Democracy or National-Sozialismus? (Russia’s Choice and the Post-Soviet Prospect). Contention (Debates in Society, Culture and Science; Nicki Keddie, ed.). Published by Indiana University Press, Vol.4, #1, Fall 1994;
- 1994 — Intervention in Transcaucasus. Perspective. Boston, February-March 1994;
- 1994 — Nationalism: Isolation and Integration Trends (The Case of Georgia), in „Ethnicity, the State and Security“ (Materials of the Minnesota-Stanford-Wisconsin MacArthur Consortium on International Peace and Co-operation), February 1994;
- 1991 — Conflicts and the People. — Politics, 3.4.1991 #ISSN 0130-2888, Tbilisi. The journal of the Suprime Council of Republic of Georgia.
- 1989 — Генезис структуры теоретического мышления. Тбилиси: „Мецниереба“, 1989. — 184 с. /12,72 п.л./.
- 1988 — Идея метакультуры в романе Г.Гессе „Игра и бисер“. — „Философские науки“, № 12, 1988. — c. 43-52.
- 1985 — Генетический подход к исследованию фундаментальных методологических понятий. В кн.: Методологические вопросы философии и науки. — Тбилиси: изд-во ТГУ, 1985. — c. 77- 109.
- 1984 — Об особенностях математического способа мышления. В кн.: Философские/ методологические / семинары. Опыт, проблемы, перспективы. — Москва: „Наука“, 1984. — c. 287—300.
- 1984 — Методологические исследования в условиях научно-технической революции. В кн.: Методологические семинары: задачи, опыт, перспективы развития. — Тбилиси; „Сабчота Сакартвело“, 1984. — с. 16-34 /на груз.яз./.
- 1983 — О методологических основах исследования структурного континуума материи. В кн.: Эволюция материи и её структурные уровни /Диалектика в науках о природе и человеке, т. 2/. — Москва: „Наука“, 1983. — c. 395—399.
- 1982 — Границы и перспективы системного подхода. В кн.: Материалы республиканской научной конференции „Философские и методологические вопросы системного подхода“. Тбилиси: 1982. — с. 7 /на гр.яз./.
- 1982 — А. C. Кармин. Познание бесконечного. — М.: Мысль, 1981.- 232 с. /рецензия/. — „Философские науки“, № 2, 1982. — с. 181—183.
- 1982 — Философский анализ проблемы бесконечности в математике. — „Философские науки“, № 3, 1982. — с. 71-79.
- 1982 — Методология науки как система. В кн.: Структура и развитие научного знания. Системный подход к методологии науки / Материалы к VIII Всесоюзной конференции „Логика и методология науки“/. — Москва: 1982. — с. 239—240.
- 1982 — Соотношение общенаучного понятия „структура“ с философскими категориями „связь“ и „отношение“. В кн.: Общенаучные понятия и материалистическая диалектика / Межвузовский сборник „Проблемы диалектики“, Выпуск XI/. — Ленинград: изд-во ЛГУ, 1982. — с. 77-81.
- 1981 — Проблема бесконечности в свете современной науки. — Тбилиси: „Мецниереба“, 1981. — 154 c.
- 1981 — Проблема отображения структурной бесконечности и непрерывности мира в гносеологических моделях. в кн.: Тезисы выступлений участников III Всесоюзного совещания по философским проблемам современного естествознания /Выпуск I. Эволюция материи и её структурные уровни/. — Москва: ИФ АН СССР, 1981. — с. 100—103.
- 1978 — Основания теории множеств и проблема бесконечности. — „Мацне“ /серия философии…/, № 4, 1978. — с. 71-86.
- 1978 — Некоторые аспекты проблемы реальной бесконечности. В кн.: Диалектические закономерности объективной действительности. — Тбилиси: „Мецниереба“ 1978. — c. 145—168 /на груз.яз. с русск . резюме/.
- 1977 — Проблема реальной бесконечности и её абстракции в науке. Диссертация на соискание ученой степени кандидата философских наук /рукописная/. — Тбилиси, 1977. — 184 c.
- 1976 — О взаимоотношении философского и математического понимания бесконечности. — „Мацне“ /серия философии… /, № 1, 1976. — c. 68-80.
- 1975 — Проблема бесконечности в математике. В кн.: Тезисы республиканской научной сессии „Философия. Методология. Наука“. — Тбилиси: „Мецниереба“ 1975. — c. 9-11 /на груз.яз./.
- 1975 — Математические антиномии Канта и проблема бесконечности. В кн.: Материалы республиканской сессии молодых учёных, посвящённой 250- летию со дня рождения Канта. — Тбилиси: „Мецниереба“ /изд-во АН ГССР/, 1975. — c. 20-24 /на груз.яз./.
- 1974 — Парадоксы Зенона и некоторые актуальные проблемы современной науки. — „Мацне“ /„Вестник АН ГССР“, серия философии, психологии, экономики и права/, № 4, 1974. — с. 37-52 /на груз.яз./.

### Художественная литература
- S.O.S. (psychological story). На холмах Грузии (Литературный альманах). Tbilisi, № 12. 2010. Reprinted from Filosofskaya i Sociologicheskaya Mysl. (Publication of the Ukraine Academy of Sciences) Kiev, #11, 1991. Originally published in the collection of Georgian writers „The House under the Plane Trees“. Tbilisi: Merani Publishers, 1988. Reprinted twice in Russian and once in Ukrainian; unpublished English translation made in USA is available from the author;

Philosophy of Science, Religion and Art:
- 2002 — Dali’s Stairway to Heaven, or the Sacred Geometry of the Cross. Peace Times (quarterly bilingual magazine), #4, 2002. ICCN: Tbilisi;

Multi-Media and Encyclopedia Articles:
- 1996—2004 CultureGram: Republic of Georgia. (CultureGrams are published by Axiom Press), also available at www.culturegrams.com and Microsoft Encarta World Encyclopaedia CD-ROM;

### Интервью
- 2011 — Между Арменией и Азербайджаном может начаться „случайная“ война. <www.aze.az/.../news_xucishvili_mejdu_azerbayj_55269.html> (Aze.az, 06.04.11);
- 2011 — Между Россией и Грузией разрыв в мировоззрении, считают авторы книги „Россия и Грузия: пути выхода из кризиса“. <www.kavkaz-uzel.ru/articles/181435/?print=true> Кавказский узел, 09.02.11;
- 2009 — Six Months After the War, Georgia Looks Very Different, the Guardian (interviewed by Jonathan Steele), 26.01.09;
- 2009 — Along the Russian-Georgian border, war games or prelude to war? The Christian Science Monitor (interviewed by Fred Weir), 30.06.09;
- 2008 — Verhandlungen hätten Eskalation verhindert. Interview in Der Standart (online edition of Vienna #1 newspaper), August 8, 2008;
- 2008 — Double Standards for Kosovo, The Georgian Times (English Edition), January 28, 2008;
- 2007 — Sluipenderwijs op weg naar een eigen staat, interviewed by Het Parool, the Netherlands, February 10, 2007;
- 2007 — The Only Way for Georgia to Be a Reliable and Stable State, in Georgia Today weekly, #383, 16-22 Nov. 2007;
- 2006 — Okruashvili Flew Over Kokoity’s Nest, Ahali Shvidi Dge (New 7 Days), #35, 8-14 Sept. 2006 (in Georg., pp. 6-7);
- 2005 — Burenruzie in de bergen: Zuid-Ossetie zoekt aansluiting bij Rusland. Maar Georgische President Mikhail Saakasjvili gaat nier verden dan ‘Autonomie’. Elsevier (Dutch Weekly News Magazine), 5 Februari 2005, pp. 45-46;
- 2005 — Byuyuk Ortadogu projesi kafkaslar ichin faydali (interviewed by Yasin Uygur), Aksiyon (a Journal published in Istanbul and Europe), #538, March 2005;
- 2005 — Post-revolutionary Georgia: Frozen Conflicts and Prospects of Eurointegration, in V.Zhurkin and A.Yazkova (eds), South-Eastern Europe and Russia: Mediterranian-Black Sea Region Problems (Materials of International Conference, November 18-19, 2004). Reports of the Institute of Europe of RAS # 162, Magazine „Vestnik Analitiki“, Moscow: OGNI TD (pp. 122—125).
- 2004 — The Tom and Jerry Effect in the Picture of Ethno-political Conflict. 24 Hours Daily, July 21, 2004, Tbilisi;
- 2004 — The Velvet Revolution Continues Its Way. Kavkazskyi Aktsent (bi-weekly paper), #2, 16-31.01.2004;
- 2003 — The Giant Who Shrank: A Post-Communist Tale (by Seth Mydans). The New York Times, November 30, 2003;
- 2003 — Called Home to Rebuild, Georgian Led Revolution (by Peter Baker). The Washington Post, November 26, 2003;
- 2003 — Georgia’s Partner in Democracy: U.S. (by Scott Peterson). The Christian Science Monitor. November 26, 2003;
- 2003 — In Georgia, High Hopes, Hurdles (by Scott Peterson). The Christian Science Monitor. November 25, 2003;
- 2003 — Nieuwe leiders staan voor zvare taak. de Volkskrant, the Netherlands daily paper, 25 November 2003;
- 2003 — Tensions Rise in Georgia Over Vote Results. The Christian Science Monitor, November 12, 2003;
- 2003 — The Silence of the President. New Izvestia (Noviye Izvestiya), Moscow, November 11, 2003;
- 2003 — Political Crisis in Georgia: Strategic Approach Expected From All Political Parties. Kavkazskyi Aktsent, Tbilisi, 16.11- 30.11.2003 ;
- 2003 — Human Rights in the South Caucasus Countries. Аргументы и факты (Argumenty I fakty), International Edition. Moscow, No. 1-2, January 2003;
- 2002 — US-Russia Ties Jolted by Crisis in Georgia (Attack on Pankisi Gorge flies in the face of American strategy). The Christian Science Monitor (interviewed by Scott Peterson). August 26, 2002;
- 2002 — Грузинские инициативы вокруг Абхазии (Гиорги Циклаури). Газета СНГ (www.gazetasng.ru) 13.05.2002;
- 1998 — A Mistake that has Victimized our Society (re Georgian-Abkhaz Dispute), in daily Ahali Taoba, reprinted in weekly Kavkasioni (in Georgian), and later in monthly Obschekavkazskaya Gazeta (in Russian)
- 1996 — Shevardnadze Set to Rule over the Divided. Eastern Express (interviewed by
- Laurence Sheets of Reuters). Singapore, 13 January 1996;
- 1993 — Mysteries of the Caucasus. San Francisco Chronicle (interviewed by Ed Epstein for 'Insider World'). October 1, 1993;
- 1992 — Let Us Look Truth in the Face, daily Droni (in Georgian);

#### На грузинском
- (2013, 4-10 მარტი).»მათ შორის საერთო ენის გამონახვა შეუძლებელია"კვირის პალიტრა,გვ.3.
- (2013, 2 ოქტომბერი). «ივანიშვილი ცდილობდა დაემტკიცებინა, რომ უნაკლოა, რომ რასაც აკეთებს, უკეთესად გაკეთება არ შეიძლება, რაც ასევე არა მგონია, რომ რეალური იყოს». FOR.ge 12:26 სთ.
- (2013, 24 ივნისი). რუსეთი ევროსაბჭოში, რატომღაც, საქართველოს პოზ იციას იცავს. FOR.ge, 13:24 სთ.
- (2013, 5 ივნისი) ან ოლიმპიადა, ან სანქციები. FOR.ge, 17:12 სთ.

Полная версия

#### На английском
- (2013, March 3). Intellectual Dilemma or Political Hoax? Democracy & Freedom Watch
- (2012, December 3). Misunderstanding that Georgia will not Facilitate a Solution Democracy & Freedom Watch
- (2012, May 11). Peacekeeping Experts Discuss Options for the Caucasus The Messenger pp. 5.
- (2012, October 1). Critical Elections in Georgia Today Protothema.gr 12:10:00

Полная версия Архивная копия от 14 июля 2014 на Wayback Machine

#### На русском
- (2013, 29 марта-4 апреля). Клубок «очевидностей». Комсомольская правда в Грузии, стр. 12.
- (2012, январь). Разговор начистоту. Ноев ковчег, стр. 4.
- (2012, октябрь). Между Сциллой и Харибдой. Абхазский меридиан, стр. 4.
- (2012, сентябрь). Мы должны лучше знать друг друга. Абхазский меридиан, стр. 3.
- (2012, 14-20 декабря). Не меняя позиций. Комсомольская правда в Грузии, стр. 12.
- (2012, декабрь). Грузия-РФ: в режиме диалога в рамках «Стамбульского процесса». Аргументы и факты, стр. 15.

Полная версия 